# دوبووویه
دوبووویه (به لاتین: Dubovoye) یک منطقهٔ مسکونی در روسیه است که در استان آمور واقع شده‌است.